# Hans von Greiffenberg
Hans von Greiffenberg, nemški general, * 12. oktober 1893, † 30. junij 1951.